# Giovanni Maschio
Giovanni Maschio, né le 11 octobre 2006, est un pilote automobile italien. Il participe au Championnat d'Europe de Formule Régionale 2025 avec l'équipe RPM.

## Carrière

### Formule 4
Maschio a fait ses débuts en monoplace en 2022, en s'engageant dans le Championnat d'Italie de Formule 4 avec l'écurie AS Motorsport, aux côtés de Manuel Quondamcarlo. Son meilleur résultat a été une 18e place, qu'il a obtenue lors des deux premières courses au Red Bull Ring. Après avoir terminé la saison au sein de l'équipe R-ace GP, il a pris la 43e place du classement général.

### Formule Régionale

#### 2023

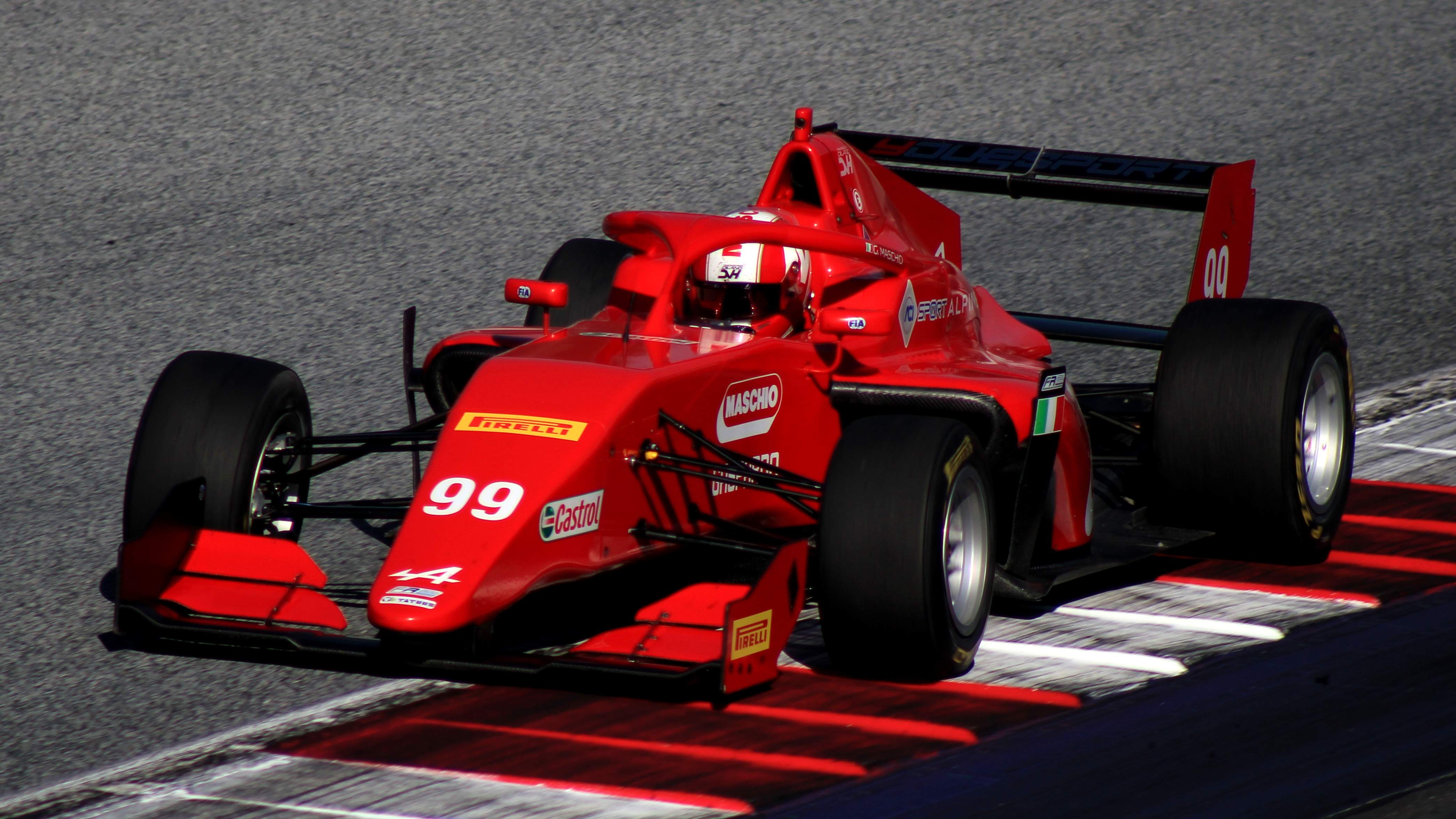
Giovanni Maschio en Formule Régionale en 2023 à Spielberg.

Au début de la saison 2023, Maschio a participé au Championnat du Moyent-Orient de Formule Régionale avec l'équipe R&B Racing afin de se préparer pour sa saison dans le Championnat d'Europe, qu'il disputer avec Monolite Racing,.
Pour sa principale campagne, l'italien a été engagé par Monolite Racing pour participer au Championnat d'Europe de Formule Régionale. Son meilleur résultat a été une 17e place à Mugello, ce qui l'a classé 34e au classement général.

#### 2024

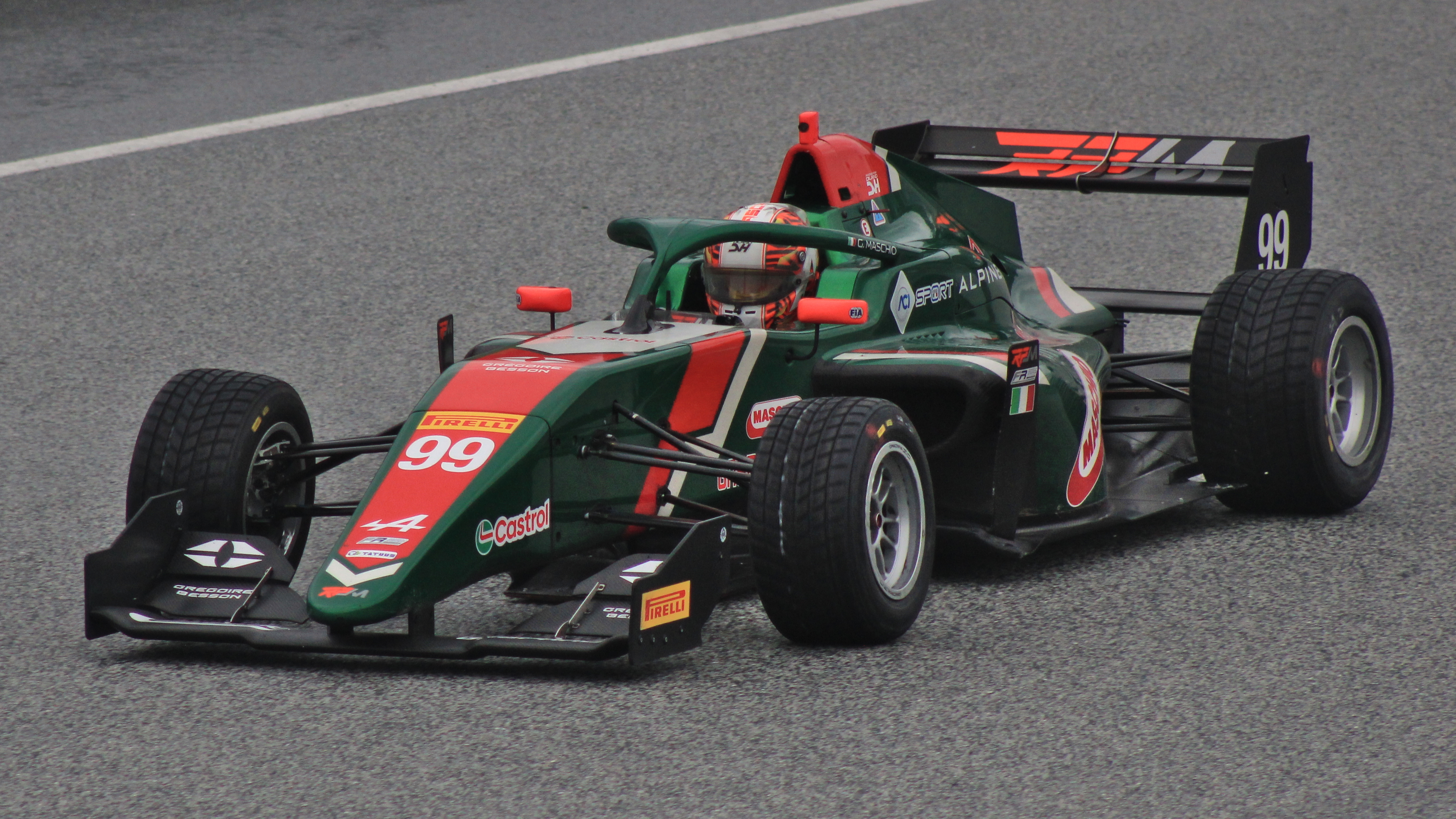
Giovanni Maschio en Formule Régionale en 2024 à Spileberg.

Au début de l'année 2024, Maschio a fait son retour dans le Championnat du Moyen-Orient de Formule Régionale avec l'équipe Pinnacle Motorsport. Pour la deuxième course de la première manche, il termine à la vingtième place. Son seul résultat dans les points a été une neuvième place sur le circuit de Yas Marina, ce qui lui a permis de se classer 21e au classement général.
Pour sa campagne principale, il rejoint l'équipe RPM lors de sa deuxième saison dans le Championnat d'Europe de Formule Régionale. Son parcours a été similaire à celui de sa campagne au Moyen-Orient, avec un seul résultat dans les points grâce à une dixième place sur le circuit Paul Ricard. Il termine la saison au 24e rang du classement général.

#### 2025
L'italien est retourné au Championnat du Moyen-Orient Formule Régionale en 2025, avec l'équipe Pinnacle Motorsport. Pour la première course de la saison, il termine à la vingtième place. Pour la deuxième course, il est cependant contraint de devoir abandonner. Pour l'ultime course de la première manche, il termine à la quinzième position. Pour la première course de la deuxième manche, il franchit la ligne en vingt-et-unième position.
Machio reste chez RPM pour sa troisième saison dans le championnat d'Europe de Formule Régionale.

## Résultats en carrière

### Résultats en monoplace
| Saison | Championnat                       | Écurie                      | Courses | Victoires | Pole positions | Meilleurs tours | Podiums | Points | Classement |
| ------ | --------------------------------- | --------------------------- | ------- | --------- | -------------- | --------------- | ------- | ------ | ---------- |
| 2022   | Formule 4 Europe Centrale         | MDR Events                  | 1       | 0         | 0              | 0               | 0       | 12     | 7e         |
| 2022   | Formula X Pro Series              | MDR Events                  | 3       | 1         | 0              | 2               | 3       | ?      | n.c        |
| 2022   | Championnat d'Italie de Formule 4 | AS Motorsport               | 13      | 0         | 0              | 0               | 0       | 0      | 44e        |
| 2022   | Championnat d'Italie de Formule 4 | R-ace GP                    | 3       | 0         | 0              | 0               | 0       | 0      | 44e        |
| 2023   | Formule Régionale Moyen-Orient    | R&B Racing                  | 3       | 0         | 0              | 0               | 0       | 0      | 30e        |
| 2023   | Formule Régionale Europe          | Monolite Racing             | 20      | 0         | 0              | 0               | 0       | 0      | 34e        |
| 2024   | Formule Régionale Moyen-Orient    | Pinnacle Motorsport         | 15      | 0         | 0              | 0               | 0       | 2      | 21e        |
| 2024   | Formule Régionale Europe          | Race Performance Motorsport | 20      | 0         | 0              | 0               | 0       | 1      | 24e        |
| 2025   | Formule Régionale Moyen-Orient    | Pinnacle Motorsport         | 6       | 0         | 0              | 0               | 0       | 1      | 23e        |
| 2025   | Formule Régionale Europe          | Race Performance Motorsport | 12      | 0         | 0              | 0               | 0       | 4      | 17e        |

† Maschio étant un pilote invité, il est inéligible pour scorer des points
* Saison en cours.

### Résultats en championnat du Moyen-Orient de Formule Régionale
(Les courses en gras indiquent une pole position) (Les courses en Italiques indiquent un meilleur tour)
| Saison | Ecurie              | 1         | 2          | 3          | 4         | 5         | 6         | 7         | 8          | 9         | 10         | 11         | 12         | 13        | 14        | 15        | Classement | Points |
| ------ | ------------------- | --------- | ---------- | ---------- | --------- | --------- | --------- | --------- | ---------- | --------- | ---------- | ---------- | ---------- | --------- | --------- | --------- | ---------- | ------ |
| 2023   | R&B Racing          | DUB1 1 20 | DUB1 2 19  | DUB1 3 24  | KUW1 1 11 | KUW1 2 18 | KUW1 3 15 | KUW2 1 20 | KUW2 2 17  | KUW2 3 18 | DUB2 1 24† | DUB2 2 Abd | DUB2 3 19  | ABU 1 24† | ABU 2 Abd | ABU 3 19† | 30e        | 0      |
| 2024   | Pinnacle Motorsport | YMC1 1 23 | YMC1 2 20  | YMC1 3 25† | YMC2 1 18 | YMC2 2 23 | YMC2 3 17 | DUB1 1 24 | DUB1 2 23† | DUB1 3 15 | YMC3 1 12  | YMC3 2 9   | YMC3 3 Abd | DUB2 1 19 | DUB2 1 19 | DUB2 1 20 | 21e        | 2      |
| 2025   | Pinnacle Motorsport | YMC1 1 19 | YMC1 1 Abd | YMC1 1 15  | YMC2 1 21 | YMC2 1 15 | YMC2 1 12 | DUB 1     | DUB 2      | DUB 3     | YMC3 1     | YMC3 2     | YMC3 3     | LUS 1     | LUS 2     | LUS 3     | 23e        | 1      |

### Résultats en championnat d'Europe de Formule Régionale
(Les courses en gras indiquent une pole position) (Les courses en Italiques indiquent un meilleur tour)
| Saison | Ecurie          | 1        | 2        | 3         | 4         | 5        | 6         | 7        | 8        | 9         | 10       | 11       | 12       | 13       | 14        | 15        | 16       | 17        | 18        | 19        | 20        | Classement | Points |
| ------ | --------------- | -------- | -------- | --------- | --------- | -------- | --------- | -------- | -------- | --------- | -------- | -------- | -------- | -------- | --------- | --------- | -------- | --------- | --------- | --------- | --------- | ---------- | ------ |
| 2023   | Monolite Racing | IMO 1 28 | IMO 2 21 | CAT 1 25  | CAT 2 30† | HUN 1 31 | HUN 2 Abd | SPA 1 24 | SPA 2 29 | MUG 1 27  | MUG 2 17 | LEC 1 27 | LEC 2 25 | RBR 1 31 | RBR 2 22  | MNZ 1 Abd | MNZ 2 29 | ZAN 1 Abd | ZAN 2 Abd | HOC 1 23  | HOC 2 Abd | 34e        | 0      |
| 2024   | RPM             | HOC 1 20 | HOC 2 15 | SPA 1 Abd | SPA 2 16  | ZAN 1 19 | ZAN 2 21  | HUN 1 18 | HUN 2 20 | MUG 1 Abd | MUG 2 23 | LEC 1 26 | LEC 2 10 | IMO 1 21 | IMO 2 Abd | RBR 1 14  | RBR 2 13 | CAT 1 17  | CAT 2 22  | MNZ 1 Abd | MNZ 2 17  | 24e        | 1      |
| 2025   | RPM             | MIS 1    | MIS 2    | SPA 1     | SPA 2     | ZAN 1    | ZAN 2     | HUN 1    | HUN 2    | LEC 1     | LEC 2    | IMO 1    | IMO 2    | RBR 1    | RBR 2     | CAT 1     | CAT 2    | HOC 1     | HOC 2     | MNZ 1     | MNZ 2     | TBD        | TBD    |